# Babos Kálmán
Babosdöbrétei Babos Kálmán Károly (Kozmadombja, 1825. március 21. – Budapest, 1892. november 9.), magyar jogász, királyi kúriai tanácselnök, Lipót rend lovagja.

## Felmenői

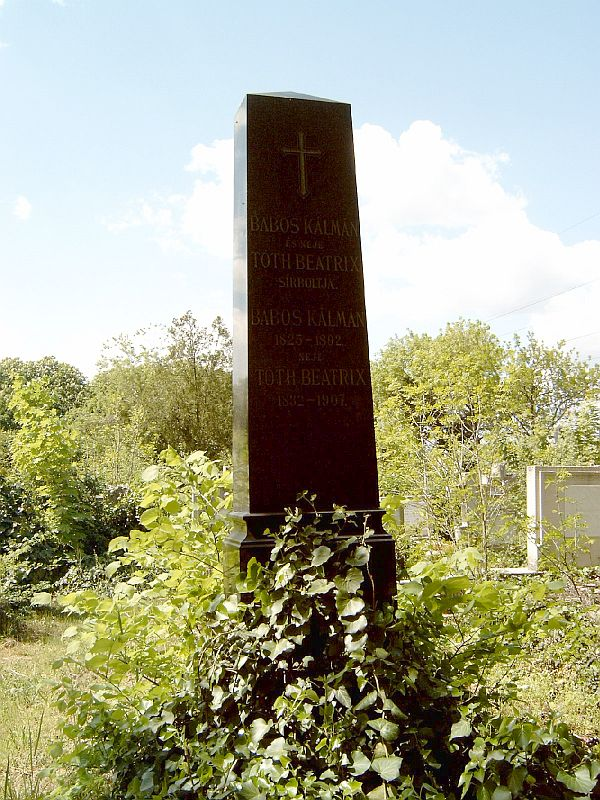
Babos Kálmán sírja Budapesten. Új köztemető: 28-1-126/127.

A Zala vármegyei nemesi származású babosdöbrétei Babos család sarja. Atyja babosdöbrétei Babos József, táblabíró, zalalövői főszolgabíró, földbirtokos, anyja zokoli és illyefalvi Csutor Franciska (1800–1850) asszony volt. Anyai nagyszülei zokoli és illyefalvi Csutor János (1771–1815), táblabíró, Zala vármegye tiszti ügyésze, és a nemesi származású nemesvitai Viosz családból való nemesvitai Viosz Zsuzsanna (1775–1826) asszony voltak. Csutor Jánosné Viosz Zsuzsanna szülei nemesvitai Viosz József (1733–1803) táblabíró, a szántói járás alszolgabírája, földbirtokos, és a sidi Sidy családnak a sarja, sidi Sidy Katalin (1749–1796) voltak. Fivére babosdöbrétei Babos Pál (1824–1861) királyi testőr; leánytestvére babosdöbrétei Babos Katalin (1835–1907), akinek a férje székudvari Horváth László (1821–1883), uradalmi mérnök, földbirtokos volt. Édesanyja révén nagybátyja zokoli és illyefalvi Csutor Imre (1813–1891) Zala vármegye alispánja, földbirtokos volt.

## Élete
Kőszegen végezte gimnáziumi tanulmányait, Zágrábban a bölcsészetet, majd a Pozsonyi Akadémián a jogot végezte el. 1845-től ügyvéd lett, majd Zalaegerszegen tiszti aljegyzőként, 1849 után ugyanitt törvényszéki jegyzőként működött. 1854-től Sopronban a főtörvényszéknél tanácstitkár volt, majd 1855-1861 között Zalaegerszegen törvényszéki bíró lett. Innen a budapesti hétszemélyes táblához került. 1860-tól királyi táblai bíró, majd 1861-ben semmítőszéki bíró lett. 1882-ben nevezték ki kúriai bírónak, majd 1886-tól kúriai tanácselnökként tevékenykedett. Jogi munkákon kívül névtelenül dolgozott a Pesti Hírlapba 1845-1847 között. A Jogtudományi Közlönyben 1873. évi beszéde jelent meg.

## Műveiből
- A magyar váltó-, kereskedelmi és csődületi törvényben érvényben levő szövegének zsebkiadása. Pest, 1863. (Magyar Törvénytár I. kötet.)
- Új magyar-francia és francia-magyar szótár. 2. része: Magyar-francia rész. Pest. 1865. (2. kiadás. Bpest, 1885.)
- Közhasznu magyarázó szótár a magyar irodalmi művekben, magán és hivatalos iratokban, hirlapokban, folyóiratokban és társalgási nyelvben gyakrabban előforduló idegen szavak megértésére és helyes kiejtésére. Heckenast Gusztáv, Pest 1865. Online; 2. kiadás. Budapest, 1885.; 3. kiadás. Budapest, 1886.

## Lásd még
- Kozmadombja